# EuGH-Entscheidung zur Weservertiefung
Die EuGH-Entscheidung zur Weservertiefung vom 1. Juli 2015 ist ein maßgebliches Urteil des EuGH im Bereich des Gewässerschutzes (EuGH, 1. Juli 2015, AZ. C-461/13).
Der BUND klagte 2011 vor dem deutschen Bundesverwaltungsgericht gegen die geplante und ökologisch umstrittene Vertiefung der Weser in Bremen und Niedersachsen. Er berief sich auf die EU-Wasserrahmenrichtlinie. Der BUND argumentierte, dass die geplante Vertiefung auf bis zu 13,6 Meter den Fluss während der Flut zunehmend verschlicken und versalzen, Ufer zerstören sowie auf Wiesen brütende Vögel und bestimmte Fischarten gefährden werde. Der Europäische Gerichtshof entschied, dass keine Bauvorhaben genehmigt werden dürfen, wenn damit die Verschlechterung eines Oberflächengewässers verbunden ist oder die Erreichung eines guten Zustands gefährdet wird. Die Verschlechterungen müssen innerhalb der Güteklasse bleiben. Das Urteil wirkt sich zugleich maßgeblich auf die ebenfalls strittige Vertiefung der Elbe aus. Es ist aber auch auf Vorhaben übertragbar, die kleinere Gewässer betreffen.